# Хонкени, Герхард Август
Герхард Август Хонкени (нем. Gerhard August Honckeny; 1724—1805) — немецкий ботаник.

## Биография
Герхард Август Хонкени родился, предположительно, в 1724 году.
Хонкени изучал флору Германии, его первая основная публикация по ботанике была издана анонимно в 1782 году. В 1792—1793 вышла двухтомная книга по флоре Германии под редакцией Карла Людвига Вильденова.
Несколько лет Хонкени был амтманном Гольма неподалёку от Пренцлау, в районе Уккермарк.
Герхард Август Хонкени умер 19 октября (по другим данным — 17 октября) 1805 года.

## Некоторые научные работы
- anon. (1782). Vollständiges systematisches Verzeichniss aller Gewächse Teutschlandes. 716 p.
- Honckeny, G.A. (1792—1793). Synopsis plantarum Germaniae. 2 vols.

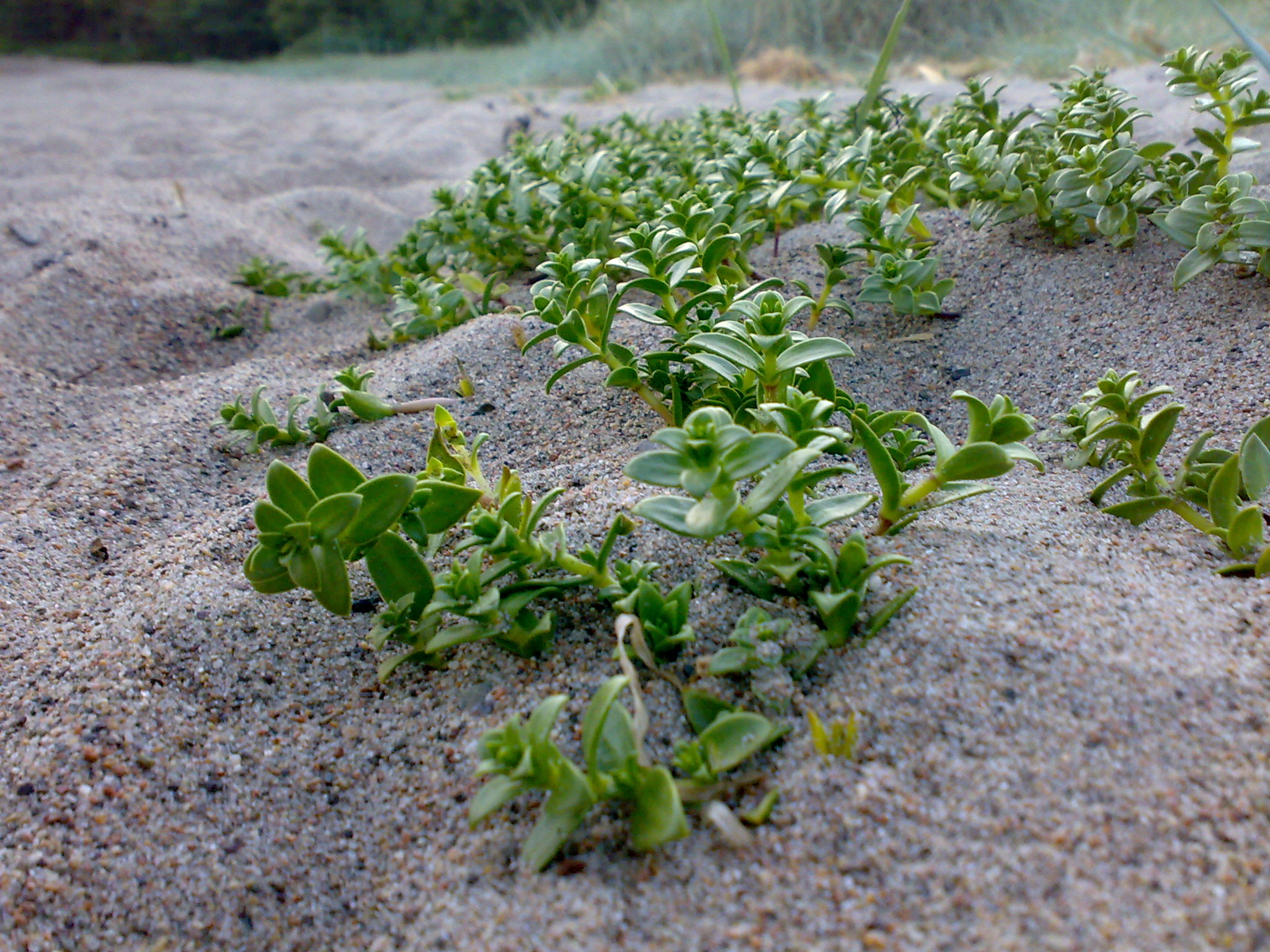

## Роды растений, названные в честь Г. А. Хонкени
- Honckenya Ehrh., 1783
- Honkenya Willd. ex Cothen., 1790, nom. illeg. [syn.  Clappertonia Meisn., 1837, nom. nov.]